# Turmenti
Turmenti (en serbe cyrillique : Турменти) est un village de Bosnie-Herzégovine. Il est situé sur le territoire de la ville de Trebinje et dans la république serbe de Bosnie. Selon les premiers résultats du recensement bosnien de 2013, il ne compte plus aucun habitant.

## Géographie
Le village est entouré par les localités suivantes :
|      | Gornje Čičevo Rapti Zupci |              |
| Tuli | Turmenti                  | Orašje Zubci |
|      | Tuli Orašje Zubci         |              |

## Histoire
L'église de l'Assomption (église de la Dormition-de-la-Mère-de-Dieu) est inscrite sur la liste provisoire des monuments nationaux de Bosnie-Herzégovine.

## Démographie

### Évolution historique de la population dans la localité
| 1948 | 1953 | 1961 | 1971 | 1981 | 1991 | 2013 |
| ---- | ---- | ---- | ---- | ---- | ---- | ---- |
| -    | -    | 318  | 289  | 214  | 71   | 0    |

|  |

### Répartition de la population par nationalités (1991)
En 1991, les 71 habitants du village étaient tous serbes.